# جون فورسمان
جون فورسمان (بالسويدية: Johan Forsman)‏ هو مغني ومنتج أسطوانات وموسيقي وكاتب أغاني سويدي، ولد في 15 يونيو 1968 في غوتنبرغ في السويد.